# Lucian Pulvermacher
Lucian Pulvermacher, właściwie Earl Pulvermacher (ur. 20 kwietnia 1918 w Bakerville, zm. 30 listopada 2009 w Springdale) – amerykański duchowny, były kapucyn, antypapież, założyciel i papież Prawdziwego Kościoła Katolickiego (Pius XIII).

## Życiorys
26 sierpnia 1938 roku wstąpił do zakonu kapucynów, gdzie przyjął imię zakonne Lucian. 5 czerwca 1946 roku przyjął święcenia kapłańskie. Później pracował jako duszpasterz w Milwaukee, a następnie jako misjonarz na Amami-Ōshima i na Okinawie. W latach 70. XX wieku zajmował się pracą duszpasterską w Australii.
W 1976 roku opuścił bez zgody przełożonych zakon kapucynów i rozpoczął współpracę z grupami katolickimi sprzeciwiającymi się reformom Soboru Watykańskiego II. Przyjął doktrynę sedewakantyzmu i uznał wybór papieża Jana XXIII za nieważny, w konsekwencji za nieważne także wszystkie akty tego papieża i jego następców, w tym dorobek Soboru Watykańskiego II.
24 października 1998 roku grupa sedewakantystów, określająca siebie mianem Prawdziwego Kościoła Katolickiego, powołała w specjalnym konklawe Luciana Pulvermachera na papieża; przyjął on imię Piusa XIII.
4 lipca 1999 roku w Kalispell w stanie Montana został ordynowany na biskupa przez Gordona Batemana. Z punktu widzenia Kościoła katolickiego sakra Piusa XIII jest nieważna lub mocno wątpliwa, gdyż odbyła się ona bez zachowania katolickiej tradycji sukcesji apostolskiej. Przed swoją konsekracją biskupią Lucian Pulvermacher posiadając jedynie święcenia prezbiteratu sam wyświęcił swojego konsekratora.
Siedzibą antypapieża Piusa XIII było Springdale w stanie Waszyngton.

## Encykliki
- 1998 Ecclesia Catholica
- 1999 Tranquillitas Ordinis

## Kolegium Kardynalskie
Antypapież Pius XIII mianował kilku kardynałów w większości in pectore. Ujawniono tylko trzy nazwiska: Gordon Bateman, Robert Lyons i Charles Coleman.